# 奥焦尔内农村居民点 (伊万诺沃州)
奥焦尔内农村居民点（俄语：Озёрновское сельское поселение）是俄罗斯联邦伊万诺沃州伊万诺沃区所属的一个农村居民点。其下辖有6个居民点，行政中心为奥焦尔内。据2016年统计，该农村居民点的人口为1204人。